# Caversham Park Village
Caversham Park Village – dzielnica miasta Reading, w Anglii, w hrabstwie ceremonialnym Berkshire, w dystrykcie (unitary authority) Reading. Leży 4 km na północny wschód od centrum miasta Reading i 58 km na zachód od centrum Londynu.